# Riedelia bicuspis
Riedelia bicuspis är en enhjärtbladig växtart som beskrevs av Henry Nicholas Ridley. Riedelia bicuspis ingår i släktet Riedelia och familjen Zingiberaceae. Inga underarter finns listade i Catalogue of Life.